# Neoseiulus sehlabatei
Neoseiulus sehlabatei är en spindeldjursart som först beskrevs av E.M. El-Banhawy 2002.  Neoseiulus sehlabatei ingår i släktet Neoseiulus och familjen Phytoseiidae. Inga underarter finns listade i Catalogue of Life.